# Panjin
Panjin (en chino, 盘锦; pinyin, Pánjǐn) es una ciudad-prefectura en la provincia de Liaoning, República Popular China. Limita al norte con Fuxin, al sur con Yingkou, al oeste con Jinzhou y al este con Anshán. Su área es de 4065 km² y su población total para 2010 superó los 1,39 millones de habitantes. 

## Administración
Desde 2016 la ciudad prefectura de Panjin se divide en 4 localidades que se administran en 3 distritos urbanos y 1 condado rural;
- Distrito Xinglongtai 兴隆台区
- Distrito Shuangtaizi 双台子区
- Distrito Dawa 大洼区
- Condado Panshan 盘山县

## Toponimia
El topónimo Panjin [/Pan-Chin/] apareció  en 1950 cuando se fusionaron los condados Panshan y Jin. En 1961 el condado Panjin fue elevado a distrito y el 5 de junio de 1984 se estableció como ciudad-prefectura.

## Geografía
La ciudad de Panjín es un lugar casi plano con poca vegetación, el río Shuangtaizi, una ramificación del río Liao, atraviesa la ciudad en dos (que se conecta por medio de tres puentes) y desemboca en el mar de Bohai. El río daliao otra ramificación del río Liao sirve de frontera entre Panjín y la ciudad de Yingkou.

## Clima
La temperatura media anual es de 9C y recibe más de 2700 horas de sol al año.
| Parámetros climáticos promedio de Panjin (1971−2000) | Parámetros climáticos promedio de Panjin (1971−2000) | Parámetros climáticos promedio de Panjin (1971−2000) | Parámetros climáticos promedio de Panjin (1971−2000) | Parámetros climáticos promedio de Panjin (1971−2000) | Parámetros climáticos promedio de Panjin (1971−2000) | Parámetros climáticos promedio de Panjin (1971−2000) | Parámetros climáticos promedio de Panjin (1971−2000) | Parámetros climáticos promedio de Panjin (1971−2000) | Parámetros climáticos promedio de Panjin (1971−2000) | Parámetros climáticos promedio de Panjin (1971−2000) | Parámetros climáticos promedio de Panjin (1971−2000) | Parámetros climáticos promedio de Panjin (1971−2000) | Parámetros climáticos promedio de Panjin (1971−2000) |
| Mes                                                  | Ene.                                                 | Feb.                                                 | Mar.                                                 | Abr.                                                 | May.                                                 | Jun.                                                 | Jul.                                                 | Ago.                                                 | Sep.                                                 | Oct.                                                 | Nov.                                                 | Dic.                                                 | Anual                                                |
| ---------------------------------------------------- | ---------------------------------------------------- | ---------------------------------------------------- | ---------------------------------------------------- | ---------------------------------------------------- | ---------------------------------------------------- | ---------------------------------------------------- | ---------------------------------------------------- | ---------------------------------------------------- | ---------------------------------------------------- | ---------------------------------------------------- | ---------------------------------------------------- | ---------------------------------------------------- | ---------------------------------------------------- |
| Temp. máx. media (°C)                                | -3.6                                                 | -0.6                                                 | 6.5                                                  | 15.5                                                 | 22.6                                                 | 26.6                                                 | 28.9                                                 | 28.5                                                 | 24.0                                                 | 16.6                                                 | 6.8                                                  | -0.7                                                 | 14.3                                                 |
| Temp. mín. media (°C)                                | -14.7                                                | -11.6                                                | -3.9                                                 | 4.4                                                  | 11.8                                                 | 17.2                                                 | 21.1                                                 | 20.1                                                 | 13.1                                                 | 5.4                                                  | -3.4                                                 | -11.0                                                | 4.0                                                  |
| Precipitación total (mm)                             | 5                                                    | 6                                                    | 11                                                   | 33                                                   | 48                                                   | 76                                                   | 172                                                  | 145                                                  | 71                                                   | 36                                                   | 15                                                   | 6                                                    | 624                                                  |
| Fuente:                                              |                                                      |                                                      |                                                      |                                                      |                                                      |                                                      |                                                      |                                                      |                                                      |                                                      |                                                      |                                                      |                                                      |

## Economía
Las principales industrias en Panjín incluyen el petróleo, refinería de petróleo, el turismo y la agricultura, principalmente el arroz. El arroz de grano corto de Panjín es de alta calidad y gran sabor. Panjín es también famosa por sus  cangrejos, un manjar famoso de la cocina china.